# Осман Гази (мост)
Мостът „Осман Гази“ (на турски: Osmangazi Köprüsü), наричан Мост над Измитския залив (İzmit Korfez Köprüsü) до откриването му, в Турция е 4-ти по дължина висящ мост в света. Наименуван е на Осман Гази – първия самостоятелен владетел от Османската династия.
Мостът започва на 50 км източно от Истанбул, като се свързва със строящия се транспортен пръстен, който заобикаля мегаполиса от север с 3-тия мост над Босфора. Той е автомобилен, с 2 платна с по 3 ленти за движение във всяка посока и е част от бъдещата автомагистрала, свързваща Истанбул с Измир.
За изграждането и експлоатацията на моста е създаден съвместен консорциум, образуван от 5 турски фирми и италианската „Асталди“. През 2010 г. е подписан проектният договор за изграждането на моста от село Ескихисар през Гебзе (лобното място на Ханибал) и село Топчулар до град Алтинова във вилает Ялова за 11 млрд. евро.
На 30 март 2013 г. министър-председателят Реджеп Тайип Ердоган открива строителството на моста. В инвестиционното начинание се включват американски частни компании с около 10 млрд. долара. Проектът е дело на датската фирма, по чиято идея е изграден 3-тият по дължина висящ мост в света (и първи в Европа) – мостът „Големият Белт“. Мостът е открит за експлоатация от президента Реджеп Тайип Ердоган на 1 юли 2016 г.
Общата дължина на моста е 2682 m, а най-дългият отсек е 1550 m, с 2 странични отсека с дължина от по 566 m (1857 фута).